# Fortificação de Dorchester Heights
A Fortificação de Dorchester Heights foi uma acção decisiva no início da Guerra da Independência dos Estados Unidos que contribuiu para o fim do Cerco de Boston e a retirada das tropas britânicas da cidade.
A 4 de Março de 1776, as tropas do Exército Continental comandadas por George Washington ocuparam Dorchester Heights, um grupo de colinas importantes pela sua posição estratégica face a Boston e ao seu porto, para ali instalaram vários canhões. O general William Howe, comandante das forças britânicas que ocupavam a cidade, considerou uma realizar uma acção contra a colocação dos canhões pois estes ameaçavam a cidade e os navios militares no porto. Depois de uma tempestade de neve impedir a execução dos seus planos, Howe decide não avançar com nenhuma operação e retirou-se da cidade. As tropas britânicas, acompanhadas pelos Lealistas que tinham fugido para a cidade durante o cerco, deixaram a cidade em 17 de Março e rumaram para Halifax, Nova Escócia.